# Lavau (Aube)
Lavau is een gemeente in het Franse departement Aube (regio Grand Est) en telt 472 inwoners (1999). De plaats maakt deel uit van het arrondissement Troyes.
In 2015 werd door archeologen een vorstengraf uit de late IJzertijd (Hallstattcultuur, late 6e eeuw, vroege 5e eeuw v.Chr.) gevonden in de gemeente (ZAC du Moutot). Het graf lag in een tumulus met een diameter van 40 m.

## Geografie
De oppervlakte van Lavau bedraagt 5,8 km², de bevolkingsdichtheid is 81,4 inwoners per km².
De onderstaande kaart toont de ligging van Lavau (Aube) met de belangrijkste infrastructuur en aangrenzende gemeenten.

## Demografie
Onderstaande figuur toont het verloop van het inwonertal (bron: INSEE-tellingen).

Vanwege een beveiligingsprobleem met de MediaWiki Graph-software is het momenteel niet mogelijk deze grafiek weer te geven. Zodra de software is bijgewerkt zal de grafiek vanzelf weer zichtbaar worden.